# Eulychnia breviflora
Eulychnia breviflora là một loài thực vật có hoa trong họ Cactaceae. Loài này được Phil. mô tả khoa học đầu tiên năm 1860.

## Hình ảnh

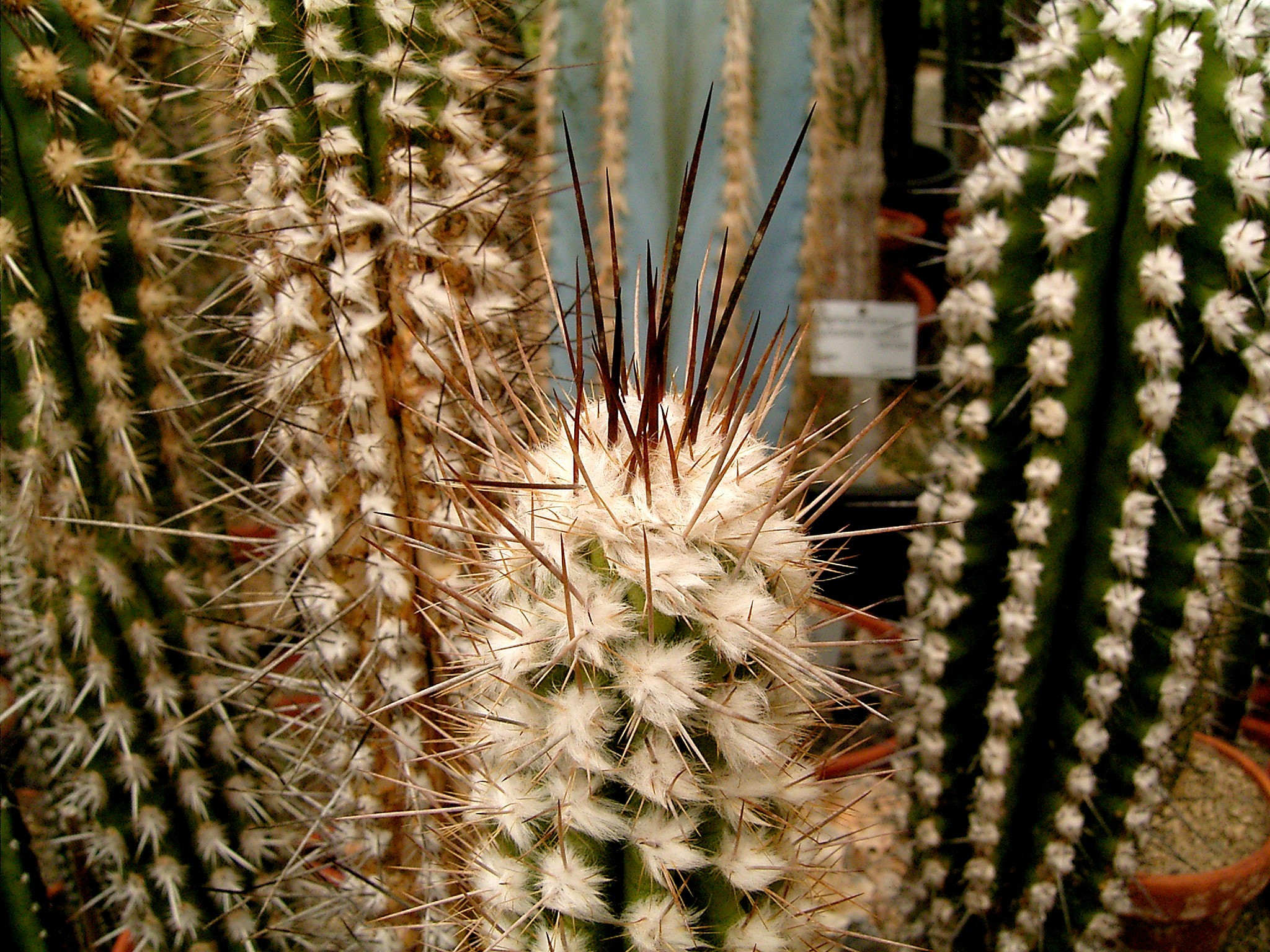
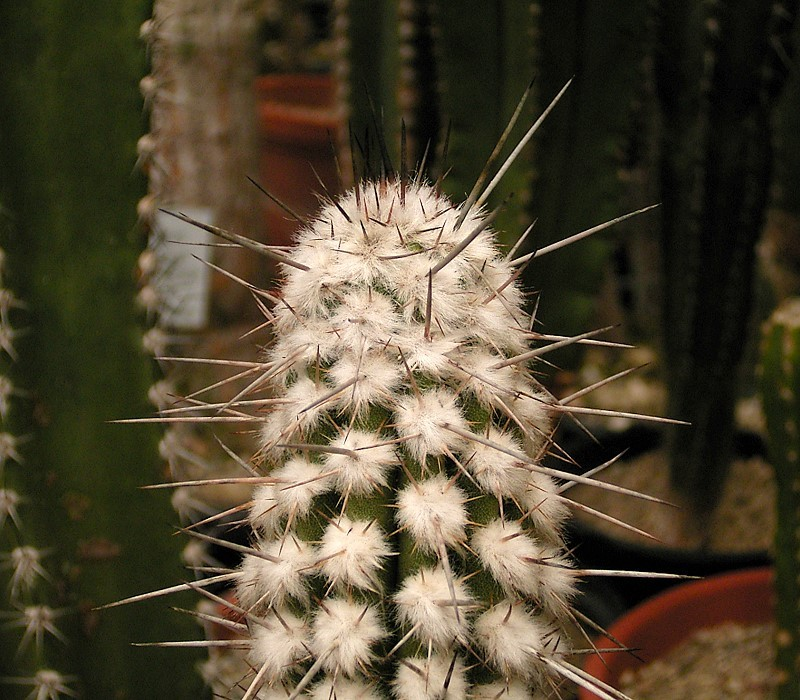
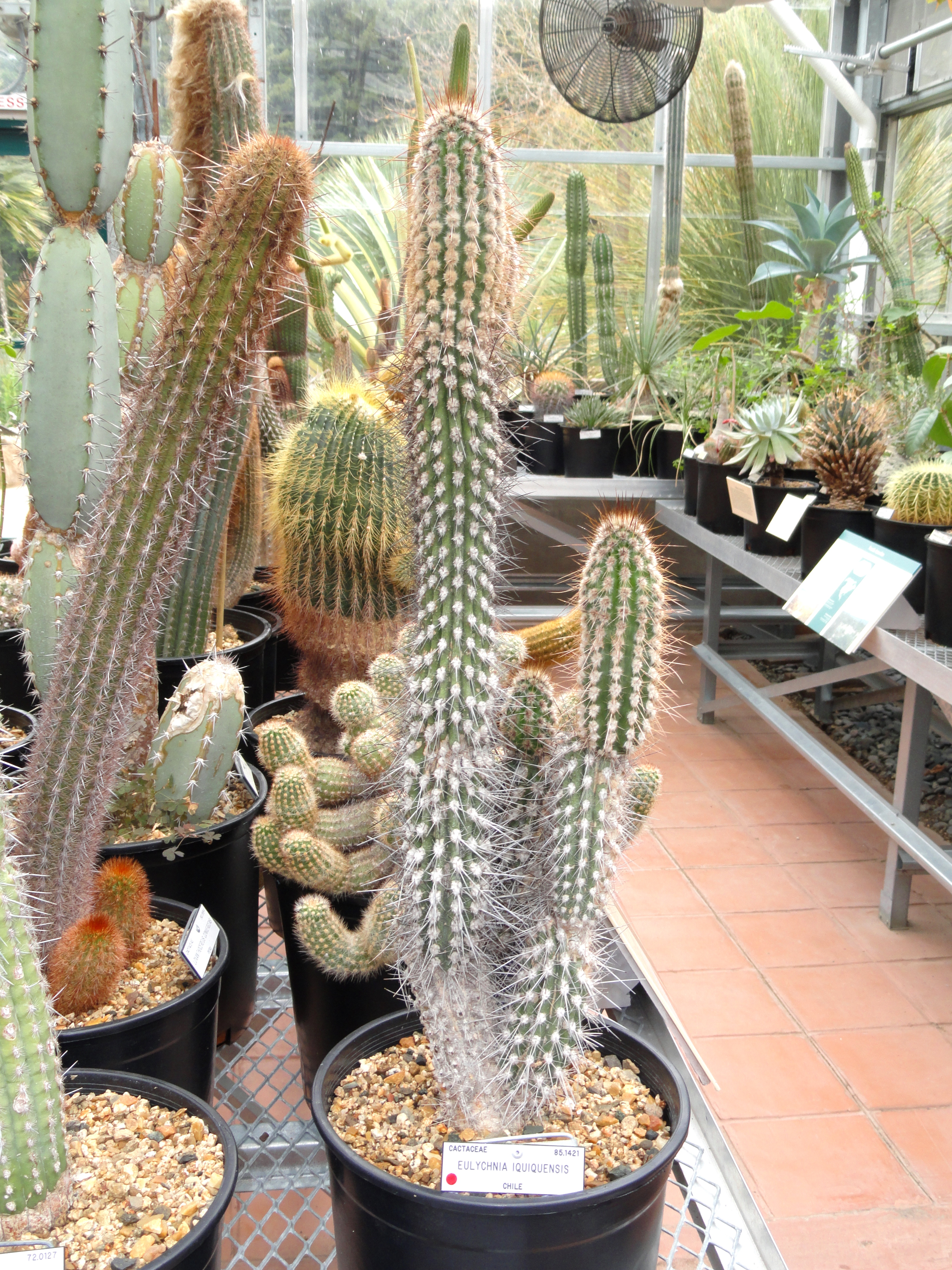
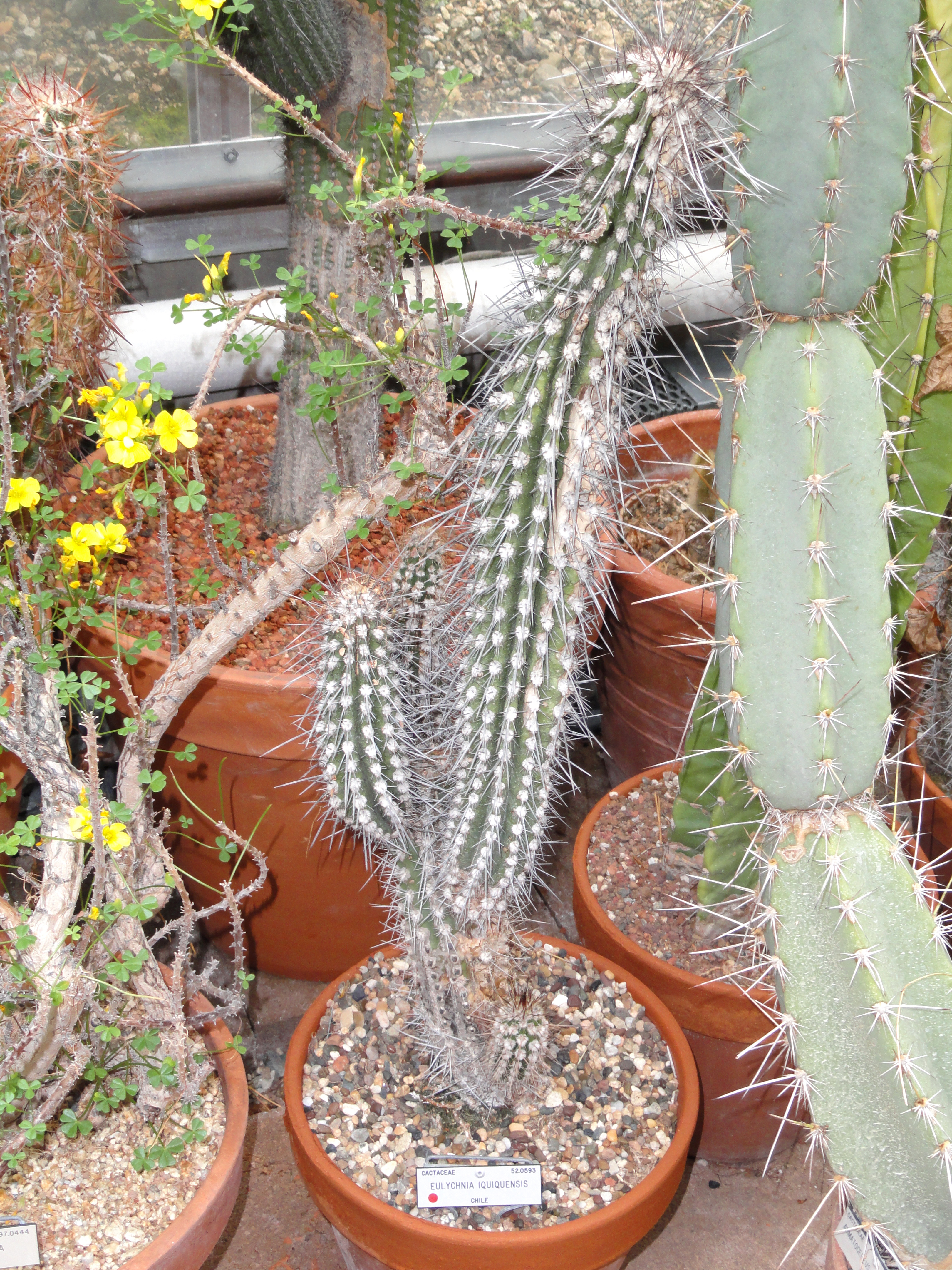